# Tupaia minor
Tupaia minor é uma espécie de mamífero arborícola da família Tupaiidae. Pode ser encontrana na Indonésia, Malásia e Tailândia.